# Lijst van voetbalinterlands Spanje - Zwitserland
Deze lijst van voetbalinterlands is een overzicht van alle officiële voetbalwedstrijden tussen de nationale teams van Spanje en Zwitserland. De landen hebben tot op heden 27 keer tegen elkaar gespeeld. De eerste ontmoeting was een vriendschappelijke wedstrijd op 1 juni 1925 in Bern. De laatste confrontatie, een groepswedstrijd tijdens de UEFA Nations League 2024/25, vond plaats op 18 november 2024 in Santa Cruz de Tenerife.

## Wedstrijden
| №  | Plaats                 | Datum             | Competitie                  | Wedstrijd            | Uitslag |
| -- | ---------------------- | ----------------- | --------------------------- | -------------------- | ------- |
| 1  | Bern                   | 1 juni 1925       | Vriendschappelijk           | Zwitserland − Spanje | 0 − 3   |
| 2  | Santander              | 17 april 1927     | Vriendschappelijk           | Spanje − Zwitserland | 1 − 0   |
| 3  | Bern                   | 3 mei 1936        | Vriendschappelijk           | Zwitserland − Spanje | 0 − 2   |
| 4  | Valencia               | 28 december 1941  | Vriendschappelijk           | Spanje − Zwitserland | 3 − 2   |
| 5  | Zürich                 | 20 juni 1948      | Vriendschappelijk           | Zwitserland − Spanje | 3 − 3   |
| 6  | Madrid                 | 18 februari 1951  | Vriendschappelijk           | Spanje − Zwitserland | 6 − 3   |
| 7  | Genève                 | 19 juni 1955      | Vriendschappelijk           | Zwitserland − Spanje | 0 − 3   |
| 8  | Madrid                 | 10 maart 1957     | WK 1958 kwalificatie        | Spanje − Zwitserland | 2 − 2   |
| 9  | Lausanne               | 24 november 1957  | WK 1958 kwalificatie        | Zwitserland − Spanje | 1 − 4   |
| 10 | Sheffield              | 15 juli 1966      | WK 1966                     | Spanje − Zwitserland | 2 − 1   |
| 11 | Valencia               | 26 maart 1969     | Vriendschappelijk           | Spanje − Zwitserland | 1 − 0   |
| 12 | Lausanne               | 22 april 1970     | Vriendschappelijk           | Zwitserland − Spanje | 0 − 1   |
| 13 | Bern                   | 21 september 1977 | Vriendschappelijk           | Zwitserland − Spanje | 1 − 2   |
| 14 | Valencia               | 28 april 1982     | Vriendschappelijk           | Spanje − Zwitserland | 2 − 0   |
| 15 | Genève                 | 26 mei 1984       | Vriendschappelijk           | Zwitserland − Spanje | 0 − 4   |
| 16 | Bazel                  | 5 juni 1988       | Vriendschappelijk           | Zwitserland − Spanje | 1 − 1   |
| 17 | Santa Cruz             | 13 december 1989  | Vriendschappelijk           | Spanje − Zwitserland | 2 − 1   |
| 18 | Washington D.C.        | 2 juli 1994       | WK 1994                     | Spanje − Zwitserland | 3 − 0   |
| 19 | Durban                 | 16 juni 2010      | WK 2010                     | Spanje − Zwitserland | 0 − 1   |
| 20 | Villarreal             | 3 juni 2018       | Vriendschappelijk           | Spanje − Zwitserland | 1 − 1   |
| 21 | Madrid                 | 10 oktober 2020   | UEFA Nations League 2020/21 | Spanje − Zwitserland | 1 − 0   |
| 22 | Bazel                  | 14 november 2020  | UEFA Nations League 2020/21 | Zwitserland − Spanje | 1 − 1   |
| 23 | Sint-Petersburg        | 2 juli 2021       | EK 2020                     | Zwitserland – Spanje | 1 − 1   |
| 24 | Genève                 | 9 juni 2022       | UEFA Nations League 2022/23 | Zwitserland − Spanje | 0 − 1   |
| 25 | Zaragoza               | 24 september 2022 | UEFA Nations League 2022/23 | Spanje − Zwitserland | 1 − 2   |
| 26 | Bern                   | 8 september 2024  | UEFA Nations League 2024/25 | Zwitserland − Spanje | 1 − 4   |
| 27 | Santa Cruz de Tenerife | 18 november 2024  | UEFA Nations League 2024/25 | Spanje − Zwitserland | 3 − 2   |

## Samenvatting
| Competitie          | Totaal gespeeld | Winst Spanje | Gelijk | Winst Zwitserland | Doelsaldo Spanje – Zwitserland |
| ------------------- | --------------- | ------------ | ------ | ----------------- | ------------------------------ |
| WK-eindronde        | 3               | 2            | 0      | 1                 | 5 − 2                          |
| WK-kwalificatie     | 2               | 1            | 1      | 0                 | 6 − 3                          |
| EK-eindronde        | 1               | 0            | 1      | 0                 | 1 − 1                          |
| UEFA Nations League | 6               | 4            | 1      | 1                 | 11 − 6                         |
| Vriendschappelijk   | 15              | 12           | 3      | 0                 | 35 − 12                        |
| Totaal              | 27              | 19           | 6      | 2                 | 58 − 24                        |

## Details

### Tweede ontmoeting
| Vriendschappelijk (Santander, Spanje, 17 april 1927): |       |             |
| Spanje                                                | 1 – 0 | Zwitserland |
| Oscar Rodríguez 34'                                   | goals |             |

### Negentiende ontmoeting
| WK 2010 (Durban, Zuid-Afrika, 16 juni 2010): |              | |
| Spanje | 0 – 1        | Zwitserland |
| | goals        | 52' Gelson Fernandes |
| Vicente del Bosque | bondscoach   | Ottmar Hitzfeld |
| Iker Casillas Sergio Ramos Carles Puyol Gerard Piqué Joan Capdevila Xabi Alonso Sergio Busquets 61' Xavi Hernández David Silva 62' Andrés Iniesta 77' David Villa | opstellingen | Diego Benaglio Stephan Lichtsteiner 36' Philippe Senderos Stéphane Grichting Reto Ziegler 90+2' Tranquillo Barnetta Gökhan Inler Benjamin Huggel Gelson Fernandes 79' Eren Derdiyok Blaise Nkufo |
| Fernando Torres 61' Jesús Navas 62' Pedro Rodríguez 77' | wissels      | 36' Steve von Bergen 79' Hakan Yakin 90+2' Mario Eggimann |
| | gele kaarten | 30' Stéphane Grichting 73' Reto Ziegler 90+1' Diego Benaglio 90+4' Hakan Yakin |

RFEF · A-internationals · Selecties · Bondscoaches · Spaans vrouwenelftal · Olympisch elftal · Spanje U21 · Spanje U20 · Spanje U19 · Spanje U18 · Spanje U17 · Spanje U16 · Vrouwen U17
1920 – 1929 ·
1930 – 1939 ·
1940 – 1949 ·
1950 – 1959 ·
1960 – 1969 ·
1970 – 1979 ·
1980 – 1989 ·
1990 – 1999 ·
2000 – 2009 ·
2010 – 2019 ·
2020 − 2029
EK's: 1964 · 
1980 · 
1984 · 
1988 · 
1996 · 
2000 · 
2004 · 
2008 · 
2012 · 
2016 · 
2020 · 
2024
WK's: 1934 · 
1950 · 
1962 · 
1966 · 
1978 · 
1982 · 
1986 · 
1990 · 
1994 · 
1998 · 
2002 · 
2006 · 
2010 · 
2014 · 
2018 · 
2022
OS: 1920 ·
1924 · 
1928 · 
1968 · 
1976 · 
1980 · 
1992 · 
1996 · 
2000 · 
2012 ·
2020
1920 · 
1921 · 
1922 · 
1923 · 
1924 · 
1925 · 
1926 · 
1927 · 
1928 · 
1929 · 
1930 · 
1931 · 
1932 · 
1933 · 
1934 · 
1935 · 
1936 · 
1937 · 1939 · 1940 · 
1941 · 
1942 · 
1943 · 1944 · 
1945 · 
1946 · 
1947 · 
1948 · 
1949 · 
1950 · 
1952 · 
1952 · 
1953 · 
1954 · 
1955 · 
1956 · 
1957 · 
1958 · 
1959 · 
1960 · 
1961 · 
1962 · 
1963 · 
1964 · 
1965 · 
1966 · 
1967 · 
1968 · 
1969 · 
1970 · 
1971 · 
1972 · 
1973 · 
1974 · 
1975 · 
1976 · 
1977 · 
1978 · 
1979 · 
1980 · 
1981 · 
1982 · 
1983 · 
1984 · 
1985 · 
1986 · 
1987 · 
1988 · 
1989 · 
1990 · 
1991 · 
1992 · 
1993 · 
1994 · 
1995 · 
1996 · 
1997 · 
1998 · 
1999 · 
2000 · 
2001 · 
2002 · 
2003 · 
2004 · 
2005 · 
2006 · 
2007 · 
2008 · 
2009 · 
2010 · 
2011 · 
2012 · 
2013 ·
2014 ·
2015 ·
2016 ·
2017 ·
2018 ·
2019 ·
2020 ·
2021 ·
2022
Albanië ·
Algerije ·
Andorra ·
Argentinië ·
Armenië ·
Australië ·
Azerbeidzjan ·
België ·
Bolivia ·
Bosnië en Herzegovina ·
Brazilië ·
Bulgarije ·
Canada ·
Chili ·
China ·
Colombia ·
Costa Rica ·
Cyprus ·
DDR ·
Denemarken ·
Duitsland ·
Ecuador ·
Egypte ·
El Salvador ·
Engeland ·
Estland ·
Equatoriaal-Guinea · 
Faeröer ·
Finland ·
Frankrijk ·
GOS ·
Georgië ·
Griekenland ·
Haïti ·
Honduras ·
Hongarije ·
Ierland ·
IJsland ·
Irak ·
Iran ·
Israël ·
Italië ·
Ivoorkust ·
Japan ·
Joegoslavië ·
Jordanië ·
Kosovo ·
Kroatië ·
Letland ·
Liechtenstein ·
Litouwen ·
Luxemburg ·
Malta ·
Marokko ·
Mexico ·
Nederland ·
Nieuw-Zeeland ·
Nigeria ·
Noord-Ierland ·
Noord-Macedonië ·
Noorwegen ·
Oekraïne ·
Oostenrijk ·
Panama ·
Paraguay ·
Peru ·
Polen ·
Portugal ·
Puerto Rico ·
Roemenië ·
Rusland ·
San Marino ·
Saoedi-Arabië ·
Schotland ·
Servië ·
Servië en Montenegro ·
Slovenië ·
Slowakije ·
Sovjet-Unie ·
Tahiti ·
Tsjechië ·
Tsjecho-Slowakije ·
Tunesië ·
Turkije ·
Uruguay ·
Venezuela ·
Verenigde Staten ·
Wales ·
Wit-Rusland ·
Zuid-Afrika ·
Zuid-Korea ·
Zweden ·
Zwitserland
Australië (2014) ·
Brazilië (2013) ·
Chili (2010) ·
Chili (2014) ·
Costa Rica (2022) ·
Duitsland (2008) ·
Duitsland (2022) ·
Engeland (1982) ·
Engeland (2024) ·
Frankrijk (1984) ·
Frankrijk (2006) ·
Frankrijk (2012) ·
Frankrijk (2021) ·
Griekenland (2008) ·
Honduras (2010) ·
Ierland (2012) ·
Iran (2018) ·
Italië (2008) ·
Italië (2012, 1) ·
Italië (2012, 2) ·
Italië (2016) ·
Italië (2021) ·
Japan (2022) ·
Kroatië (2012) ·
Kroatië (2021) ·
Marokko (2018) ·
Marokko (2022) ·
Nederland (2010) ·
Nederland (2014) ·
Oekraïne (2006) ·
Paraguay (2002) ·
Polen (2021) ·
Portugal (2012) ·
Portugal (2018) ·
Rusland (2008, 1) ·
Rusland (2008, 2) ·
Rusland (2018) ·
Saoedi-Arabië (2006) ·
Slovenië (2002) ·
Slowakije (2021) ·
Sovjet-Unie (1964) ·
Tsjechië (2016) ·
Tunesië (2006) ·
Turkije (2016) ·
West-Duitsland (1982) ·
Zuid-Afrika (2002) ·
Zweden (2008) ·
Zweden (2021) ·
Zwitserland (2010) ·
Zwitserland (2021)
SFV · A-internationals · Selecties · Bondscoaches · Zwitsers vrouwenelftal · Olympisch elftal · Zwitserland U21 · Zwitserland U19 · Zwitserland U18 · Zwitserland U17 · Zwitserland U16 · Vrouwen U17
1905 – 1919 · 
1920 – 1929 · 
1930 – 1939 · 
1940 – 1949 · 
1950 – 1959 · 
1960 – 1969 · 
1970 – 1979 · 
1980 – 1989 · 
1990 – 1999 · 
2000 – 2009 · 
2010 – 2019 · 
2020 – 2029
EK's: 1996 · 
2004 · 
2008 · 
2016 · 
2020 · 
2024
WK's: 1934 · 
1938 · 
1950 · 
1954 · 
1962 · 
1966 · 
1994 · 
2006 · 
2010 · 
2014 · 
2018 · 
2022
OS: 1924 · 
1928 · 
2012
1905 · 
1906 · 1907 · 
1908 · 
1909 · 
1910 · 
1911 · 
1912 · 
1913 · 
1914 · 
1915 · 
1916 · 
1917 · 
1918 · 
1919 · 
1920 · 
1921 · 
1922 · 
1923 · 
1924 · 
1925 · 
1926 · 
1927 · 
1928 · 
1929 · 
1930 · 
1931 · 
1932 · 
1933 · 
1934 · 
1935 · 
1936 · 
1937 · 
1938 · 
1939 · 
1940 · 
1941 · 
1942 · 
1943 · 
1944 · 
1945 · 
1946 · 
1947 · 
1948 · 
1949 · 
1950 · 
1952 ·
1952 · 
1953 · 
1954 · 
1955 · 
1956 · 
1957 · 
1958 · 
1959 · 
1960 · 
1961 · 
1962 · 
1963 · 
1964 · 
1965 · 
1966 · 
1967 · 
1968 · 
1969 · 
1970 · 
1971 · 
1972 · 
1973 · 
1974 · 
1975 · 
1976 · 
1977 ·
1978 · 
1979 · 
1980 · 
1981 · 
1982 · 
1983 · 
1984 · 
1985 · 
1986 · 
1987 · 
1988 · 
1989 · 
1990 ·
1991 · 
1992 · 
1993 · 
1994 ·
1995 · 
1996 · 
1997 · 
1998 · 
1999 · 
2000 · 
2001 · 
2002 · 
2003 · 
2004 · 
2005 · 
2006 · 
2007 · 
2008 · 
2009 · 
2010 · 
2011 · 
2012 · 
2013 ·
2014 ·
2015 ·
2016 ·
2017 ·
2018 ·
2019 ·
2020 ·
2021 ·
2022
Albanië ·
Algerije · 
Andorra · 
Argentinië ·
Australië ·
Azerbeidzjan ·
België ·
Bolivia ·
Bosnië en Herzegovina ·
Brazilië ·
Bulgarije ·
Canada ·
Chili ·
China ·
Colombia ·
Costa Rica ·
Cyprus ·
Denemarken ·
DDR ·
Duitsland ·
Ecuador ·
Egypte ·
Engeland · 
Estland ·
Faeröer ·
Finland ·
Frankrijk ·
Georgië ·
Ghana ·
Gibraltar ·
Griekenland ·
Honduras ·
Hongarije ·
Hongkong ·
Ierland ·
IJsland ·
Israël ·
Italië ·
Ivoorkust ·
Jamaica ·
Japan ·
Joegoslavië ·
Kameroen ·
Kenia ·
Kosovo ·
Kroatië ·
Letland ·
Liechtenstein ·
Litouwen ·
Luxemburg ·
Malta ·
Marokko ·
Mexico ·
Moldavië ·
Montenegro ·
Nederland ·
Nigeria ·
Noord-Ierland ·
Noorwegen ·
Oekraïne ·
Oman ·
Oostenrijk ·
Panama ·
Peru ·
Polen ·
Portugal ·
Qatar ·
Roemenië ·
Rusland ·
Saarland ·
San Marino ·
Schotland ·
Servië ·
Slovenië ·
Slowakije ·
Sovjet-Unie · 
Spanje ·
Togo ·
Tsjechië ·
Tsjecho-Slowakije ·
Tunesië ·
Turkije ·
Uruguay ·
Venezuela ·
VA Emiraten ·
Verenigde Staten ·
Wales ·
Wit-Rusland ·
Zimbabwe ·
Zuid-Korea ·
Zweden
Albanië (2016) ·
Argentinië (2014) ·
Brazilië (2018) ·
Chili (2010) ·
Costa Rica (2018) ·
Ecuador (2014) ·
Frankrijk (2006) ·
Frankrijk (2014) ·
Frankrijk (2016) ·
Frankrijk (2021) ·
Honduras (2010) · 
Honduras (2014) · 
Italië (2021) · 
Oekraïne (2006) ·
Portugal (2008)  · 
Portugal (2022) · 
Roemenië (2016) · 
Servië (2018) ·
Spanje (2010) ·
Spanje (2021) ·
Togo (2006) ·
Tsjechië (2008) ·
Turkije (2008) ·
Turkije (2021) ·
Wales (2021) ·
Zuid-Korea (2006) ·
Zweden (2018)